# Protopalythoa canariensis
Protopalythoa canariensis är en korallart som först beskrevs av Alfred Cort Haddon och Brian I. Duerden 1896.  Protopalythoa canariensis ingår i släktet Protopalythoa och familjen Zoanthidae. Inga underarter finns listade i Catalogue of Life.